# عبد الله الجمعان
عبد الله محمد الجمعان الدوسري، من مواليد 10 نوفمبر 1977، لاعب كرة قدم سعودي سابق، لعب مع نادي الهلال السعودي. وهو شقيق اللاعب فيصل الجمعان وابن خالة اللاعب خميس العويران.[بحاجة لمصدر]

## مسيرته الرياضية
لعب الدوسري معظم مسيرته مع الهلال، كما لعب للمنتخب السعودي لكرة القدم، وشارك في بطولة كأس العالم 2002. خاض الدوسري 43 مباراة دولية وسجل 17 هدفا للسعودية.

### المنتخب
شارك الدوسري مع المنتخب في تحقيق لقب كأس أمم آسيا الحادية عشرة التي أقيمت في دولة الإمارات للمرة الثالثة، شارك الجمعان في ثلاث من المباريات الست التي لعبها المنتخب ومنها النهائي مع منتخب دولة الإمارات ولم يحالفه الحظ بالتسجيل.

### المنتخب الأولمبي
شارك في تصفيات المجموعة الآسيوية الثالثة المؤهلة للمرحلة الأخيرة من تصفيات أولمبياد سيدني 2000 أمام المنتخب الأردني الأولمبي في مباراة الذهاب والتي فاز بها المنتخب السعودي (3/1) وسجل الجمعان هدفاً واحداً، كما شارك في مباراة الإياب والتي فاز بها أيضاً.

### التصفيات الآسيوية 2002
شارك الجمعان في التصفيات النهائية الآسيوية المؤهلة لمونديال كأس العالم 2002 في كوريا واليابان أمام المنتخب التايلندي على ملعب الأمير فيصل بن فهد بالرياض وفاز المنتخب السعودي (4/1) وسجل الجمعان هدفا واحدا.

## انجازاته مع المنتخب والهلال
- كأس البطولة الآسيوية السابعة للأندية ابطال الكؤوس.
- كأس أمم آسيا الحادية عشرة بالإمارات.
- تأهل المنتخب الأول إلى نهائيات كأس العالم بفرنسا.
- كأس دوري خادم الحرمين الشريفين موسم 1418.
- كأس الأندية الخليجية الخامسة عشرة بعمان.
- كأس البطولة الأسيوية التاسعة عشرة للأندية أبطال الدوري.
- كأس دورة الصداقة الدولية موسم 1421.
- كأس بطولة الأمير فيصل بن فهد العربية الحادية عشرة للأندية أبطال الكؤوس.
- كأس السوبر الأسيوية السادسة.
- كأس الرئيس محمد حسني مبارك بين بطلي الدوري في السعودية ومصر.
- كأس النخبة العربية السابعة.
- تأهل المنتخب الأول إلى نهائيات كأس العالم بكوريا واليابان.
- كأس دورة الخليج الخامسة عشرة.

## روابط خارجية
- عبد الله الجمعان على موقع الاتحاد الدولي (مؤرشف)  (الإنجليزية)
- عبد الله الجمعان على موقع ناشيونال فوتبول تيمز (الإنجليزية)